# 第三次パーニーパットの戦い
第三次パーニーパットの戦い（だいさんじパーニーパットのたたかい、英語：The Third Battle of Panipat）は、1761年1月14日にデリー近郊パーニーパット（パーニーパト）において、ムガル帝国衰退期にデカン地方を中心に台頭したマラーター同盟と北インドにたびたび侵攻していたアフガン勢力ドゥッラーニー朝との間で行われた戦い。なお、戦いは1月14日の激突前後の戦いも含める場合もある。
第三次パーニーパットの戦いは、かつてこの地で行われた第一次パーニーパットの戦い、第二次パーニーパットの戦いとは比べものにならないほどの激戦であった。この戦いはアフガン・マラーター戦争において、北インドにおける覇権を争うマラーター勢力とアフガン勢力の最終決戦であった。
この戦いでマラーター側は主だった武将らがほぼ戦死し、マラーター同盟の結束は緩み、同盟では諸侯の独立性が強くなった。マラーター勢力、アフガン勢力のみならず、ムガル帝国といったその他インド諸勢力の動向にも大きな影響を与え、その後の運命を決定づけた戦いでもあった。

## 戦闘に至る経緯

### マラーターの台頭
13世紀後半にデカンを中心に勃興した新興カースト集団であるマラーターは、17世紀後半以降はシヴァージーに率いられてムガル帝国の皇帝アウラングゼーブに対抗し、1674年にはマラーター王国を樹立した。
1681年以降、マラーター王国はムガル帝国との長期にわたる戦闘（デカン戦争）に耐え抜き、帝国軍がデカンから撤退したのち、18世紀初頭にはマラーター王国を中心にマラーター同盟が結成された。
その後、ムガル帝国は皇位継承戦争が度重なり、サイイド兄弟の宮廷における横暴、地方太守らが独立するようになり、衰退の道を歩むこととなった。一方、マラーター王国はペーシュワーと呼ばれる宰相が実権を握り、同盟の盟主を兼ねるようになり、宰相の地位は世襲されることとなった。
宰相バージー・ラーオの時代、マラーター同盟は北インドにまで進出し、1737年には帝国の首都デリーにまで迫った（デリーの戦い）。彼は中央インドから北インドに領土を広げる過程で、配下の武将（サルダール）らに貢納させる代わりに占領地を封土として支配させ、同盟を確立した。
バージー・ラーオの息子バーラージー・バージー・ラーオの時代には、その勢力はベンガル地方にまで進出し、シンディア家とホールカル家はムガル帝国の皇位継承にまで介入できるほどにまで成長していた。

### アフガン勢力ドゥッラーニー朝の台頭

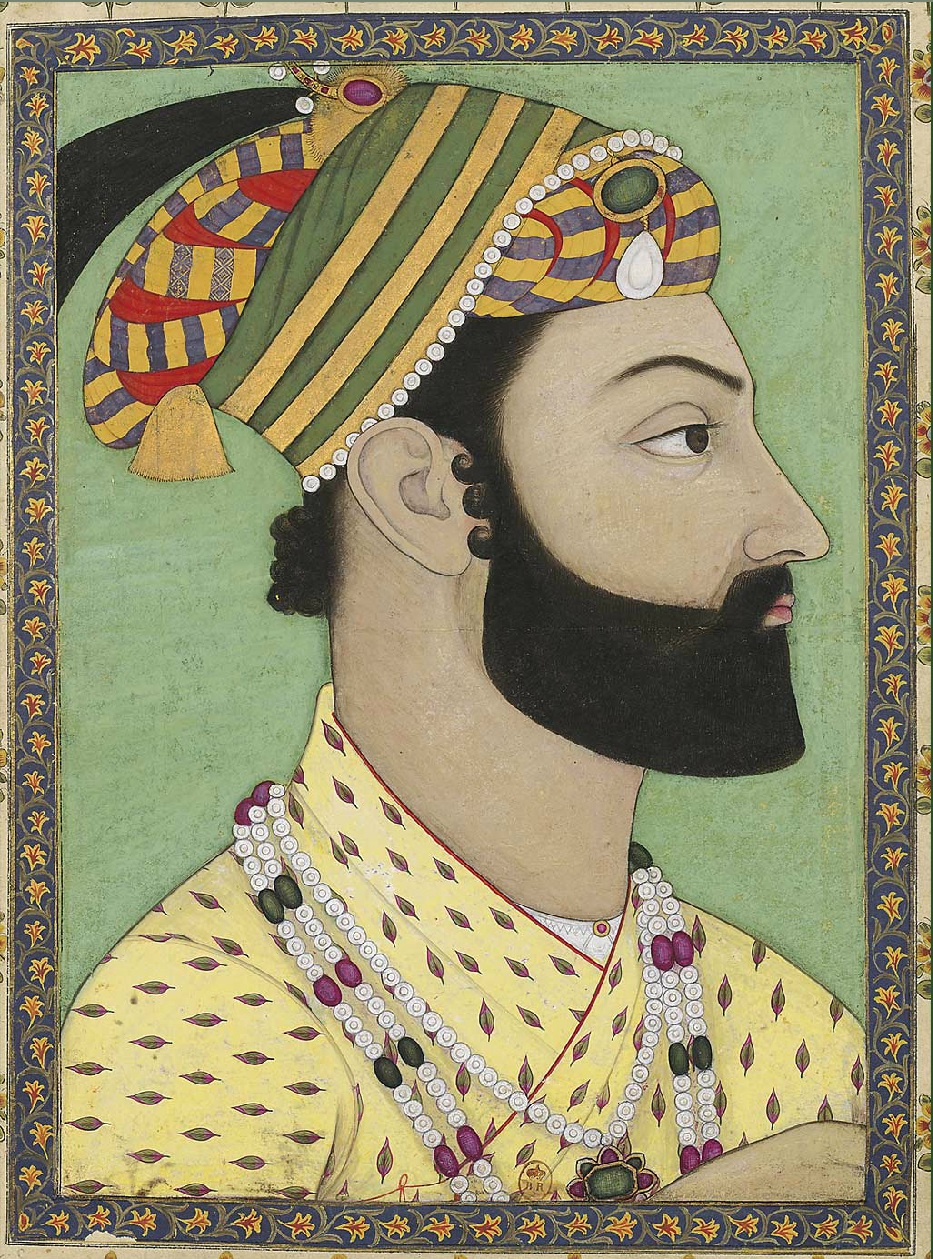
アフマド・シャー・ドゥッラーニー

アフガニスタンはムガル帝国やサファヴィー朝によって長年支配されていたが、サファヴィー朝から王位を簒奪してアフシャール朝を創始したナーディル・シャーにより、1730年代末までに統一された。1739年にナーディル・シャーはデリーを占領し、略奪と破壊を行い、インダス川以西の領土をムガル帝国から割譲させた。
1747年、ナーディル・シャーはホラーサーンで部下に暗殺され、その陣中にいたアフマド・ハーン・アブダーリーは軍から離脱し、アフガニスタンへと戻った。ヘラートを経由してカンダハールへ戻る途中、主要な将軍らにアフガン人による王朝の樹立を説得された。
アフマド・ハーン・アブダーリーはカンダハールに帰還したのち、彼らの推戴を受けてアフガン王として即位し、氏族名をアブダーリーからドゥッラーニーへと改め、アフマド・シャー・ドウッラーニーを名乗った。こうして、アフガニスタンにアフガン人による独立王朝ドゥッラーニー朝が成立した。
アフマド・シャーは国内の反抗勢力を制圧したのち、カーブルやペシャーワルを占領したのみならず、パンジャーブのラホールまで占領したが、1748年3月にマヌープルの戦いで敗れたために撤退した。その後はしばらく、アフシャール朝の支配するホラーサーン地方の遠征に専念して、ホラーサーンの主要都市を占領し、ホラーサーンとパンジャーブにまたがる帝国を樹立した。

### マラーター、アフガン両勢力の対立

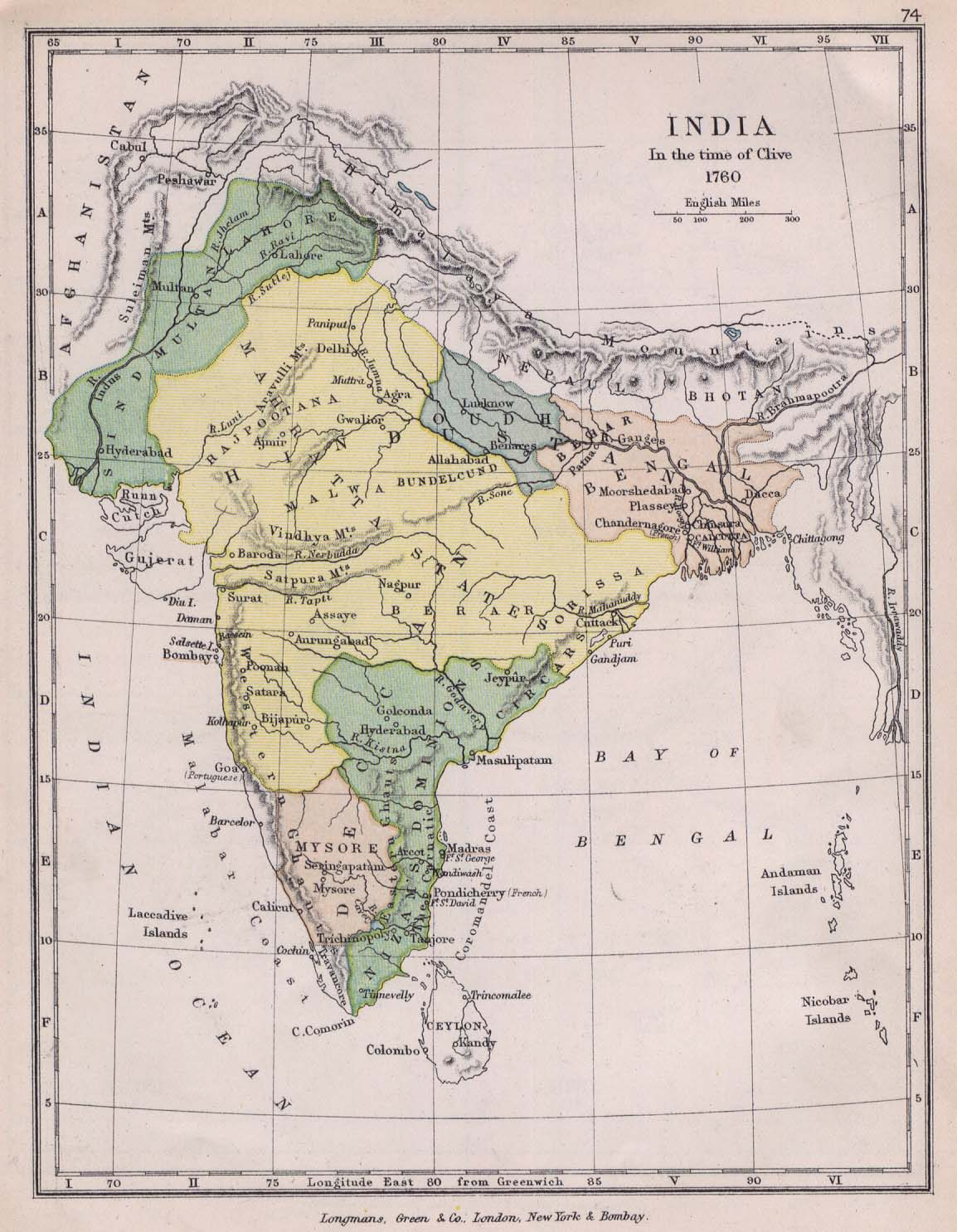
マラーター同盟の版図（黄色、1760年）

1756年12月、アフマド・シャー・ドゥッラーニーはマラーターに敵対するムガル帝国の宮廷内勢力の要請を受け、その領土に向けて遠征した。1757年1月にアフマド・シャーはその首都デリーを占領し、2月には略奪と殺戮を行い、マトゥラーやヴリンダーヴァンでも行った。4月に彼は撤退し（その帰途、シク教の聖地であるアムリトサルの黄金寺院を破壊した）、皇帝アーラムギール2世は帝位を保ったが、ローヒラー族のナジーブ・ハーンが宮廷の実権を握った。
このアフガン軍の行動に対し、王国宰相バーラージー・バージー・ラーオはすぐに弟ラグナート・ラーオをデリーに送った。だが、同年8月に彼がデリーの戦いでアフガン勢力を破ったときには、アフマド・シャーはすでに退却しており間に合わなかった。
1758年3月、ラグナート・ラーオはパンジャーブのラホールへと兵を進め、シク教徒の援助も得て、4月20日にラホールを奪い（ラホールの戦い）、アフマド・シャーの息子ティムール・ミールザーを追い払った。王国軍にはシンディア家やホールカル家の軍勢の助力も得て、同月28日にはアトックを（アトックの戦い）、さらに5月8日にはペシャーワルを占領した（ペシャーワルの戦い）。そして、マラーター軍がパンジャーブ一帯を占領したのち、同月にラグナート・ラーオはラホールからプネーへと帰還した。
このように、北進するマラーター勢力と南下するアフガン勢力はそれぞれ利害が対立し、互いにその存在が障害となっており、その衝突は避けられないものとなっていた。

### パーニーパットにおける対峙に至るまで・諸勢力の動向

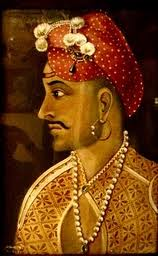
サダーシヴ・ラーオ・バーウ

1759年10月、アフマド・シャー・ドゥッラーニーはラホールのマラーター勢力を駆逐し、再びデリーへと進軍した。
1760年1月、アフマド・シャー・ドゥッラーニーはダッタージー・ラーオ・シンディアをデリー近郊で破り、そのままデリーへと入城した（バラリガートの戦い）。その後、彼は北インドにとどまり、ローヒラー族のナジーブ・ハーン、アワド太守のシュジャー・ウッダウラを自軍に取り込んだ。
3月、王国の宰相バーラージー・バージー・ラーオは従兄弟サダーシヴ・ラーオ・バーウ、長子ヴィシュヴァース・ラーオ、弟クリシュナ・ラーオを指揮官にデリーへと軍勢を派遣した。この軍勢にはジャンコージー・ラーオ・シンディア、マルハール・ラーオ・ホールカル、ダマージー・ラーオ・ガーイクワードの軍勢も加わり、マラーター軍は大軍となっていた。アフマド・シャーはこれを聞き、デリーからアリーガルへと移動した。
8月2日、サダーシヴ・ラーオはデリーに入城した。デリーを占領した際、マラーター軍はデリーの神殿などを略奪したため、バラトプル王スーラジュ・マルはこれ以降マラーター側での参陣を拒否したのだという。また、スーラジュ・マルはゲリラ戦 に持ち込むよう提言したのに対し、サダーシヴ・ラーオが真正面の戦いにこだわってそれを否定したことも原因であった。
その後、マラーター軍はデリーを離れ、アリーガルにいたアフマド・シャー・ドゥッラーニーも進軍を開始した。こうして、11月にマラーター軍とアフガン軍の両軍はパーニーパットの平野で対峙するに至った。とはいえ、マラーター軍とアフガン軍は全面衝突を避けようとしており、両陣営それぞれが何度も使者を送って和平交渉を行ったが、結果として実を結ぶことはなかった。

## 全面対決

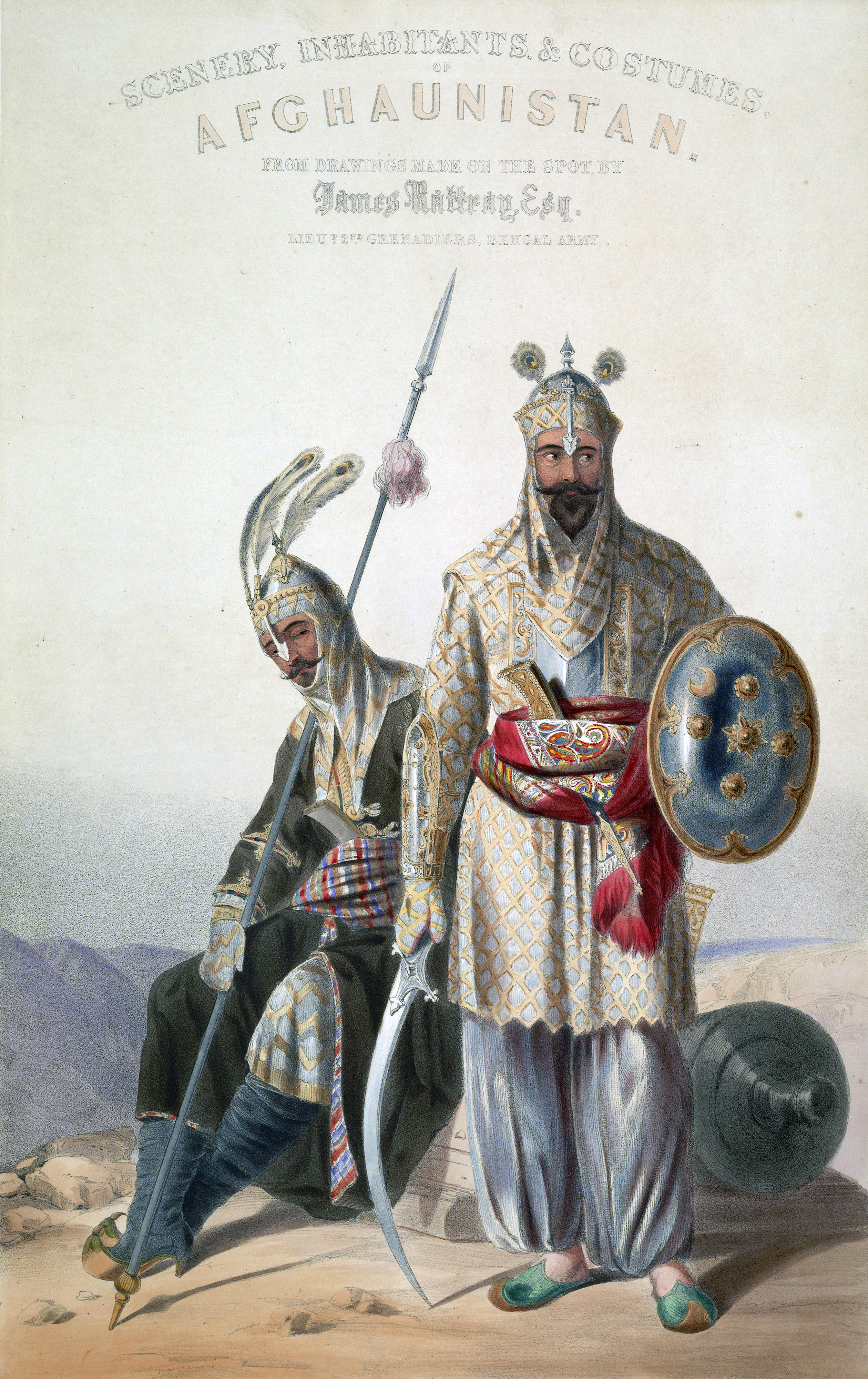
アフガン軍の兵士

1月7日、マラーター軍とアフガン軍の間であいだで小競り合いが起きた。この戦闘でトゥコージー・ラーオ・シンディアが死亡し、マハーダージー・シンディアは重傷を負って戦線を離脱した。
14日朝、マラーター軍とアフガン軍はパーニーパットの平野で衝突し、今度は全面対決となった。サダーシヴ・ラーオは諸将に正々堂々戦うのではなく、マラーター得意のゲリラ戦に持ち込むように言われていたが、それを無視して正面からアフガン軍に戦いに挑んだのである。
緒戦はマラーター軍が優勢で、アフガン軍の右翼を撃破し、中央部にまで突入するなど、昼まではその優勢が続いた。だが、午後にアフマド・シャー・ドゥッラーニー率いる部隊がマラーター軍に突撃を敢行したこと、および予備隊としていた新鋭軍を投入したことにより、形成は逆転した。
ヴィシュヴァース・ラーオは頭を撃たれて死亡し、サダーシヴ・ラーオとクリシュナ・ラーオもまた戦死した。そのため、後半戦は混乱したマラーター軍が虐殺されることとなり、アフガン軍の陣営はマラーターの首で埋め尽くされたという。ある歴史家はこう記している。
| 「 | 「あっという間に、マラーター軍は樟脳のように戦場から消えた」 | 」 |

## 戦闘後の経過・講和成立と両軍の撤退
大敗したマラーター軍は四散して逃げまわったが、アフガン軍の騎兵がパーニーパットから20マイルもの範囲を追撃したことにより、戦闘員・非戦闘員ともに多数の死者を出した。この追撃戦で、ジャンコージー・ラーオ・シンディアやイブラーヒーム・ハーン・ガールディーなどが捕縛、殺害された。
そのうえ、このパーニーパット地域に居住していたジャート、アヒール、グージャルといったカースト集団の攻撃を受けた。略奪攻撃にさらされたマラーターはここでも大量の死者を出した。
とはいえ、アフマド・シャー・ドゥッラーニーもまた、同様にジャートなどの勢力に悩まされていた。彼は北インドを直接支配することは考えておらず、パンジャーブ一帯にその勢力をとどめておく程度に考えていなかった。そのうえ、アフガンスタンの本国で反乱が起こったため、引き返さなくてはならなくなった。
また、マラーター王国宰相バーラージー・バージー・ラーオも戦闘のさなか軍を率いて北上していたので、アフマド・シャーは使者を送り、講和を成立させた。
同年3月、マラーター軍はデカンへ、アフガン軍はアフガニスタンへとそれぞれ軍を引き上げ、アフガン・マラーター戦争はここに終了した。その際、アフマド・シャー・ドゥッラーニーは新たな皇帝となっていたシャー・アーラム2世を追認し、マラーターに廃位された宰相ガーズィー・ウッディーン・ハーンを宰相に任じている。

## 戦闘の影響とその後の経過

### マラーター側
この戦闘の影響はマラーター同盟やムガル帝国のみならず、インド各地の諸勢力に大きな影響を与え、その運命を大きく左右することとなった。
マラーター同盟の受けた打撃は壊滅的で、軍の精鋭はもとより指導者の大部分が戦死したため、その北進は頭打ちとなり、マラーターの威光は地に落ちた。戦いから半年後、6月にマラーター王国宰相バーラージー・バージー・ラーオが敗戦のショックで死亡した。宰相位は息子のマーダヴ・ラーオが継承したが、彼は本来宰相位を継承するはずではなかった人物であった。
敗戦はマラーター同盟の結束を崩し、宰相を盟主とする体制は保持されたものの、諸侯に対する宰相の権威は名目的なもののとなり、同盟は諸侯が独立性を強めていった。かくして、マラーター同盟の宰相を中心とした体制は崩れ、プネーのマラーター王国宰相府、グワーリヤルのシンディア家、インドールのホールカル家、ナーグプルのボーンスレー家、ヴァドーダラーのガーイクワード家の5つの勢力に分裂された。

### アフガン側

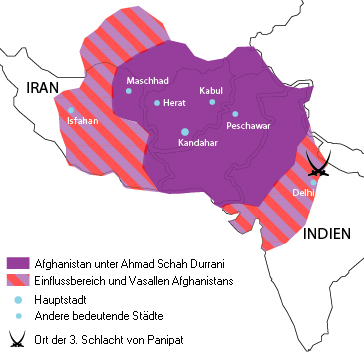
アフマド・シャー・ドゥッラーニー時代のドゥッラーニー朝の版図

一方、アフガン王アフマド・シャー・ドゥッラーニーはマラーターに決定的な勝利を収めたが、この勝利を生かすことが出来なかった。
先述したようにアフガニスタン本国で反乱が起きたため、引き返さなくてはならなかったことである。マラーターに壊滅的な打撃を与え、北インドに支配を固めていたにもたにもかかわらず、この撤退は大きかった。ただし、アフマド・シャー自身がパンジャーブ以外に興味を持たなかったというのもある。
アフガニスタンに戻ったアフマド・シャーは反乱を鎮圧し、王国の秩序を取り戻したのち、北西インドのパンジャーブに再び侵攻したが、支配地を安定させることが出来なかった。パンジャーブは豊かな地域で、この地の富は魅力的であり、王朝の財政基盤を確保するために確保しておきたい地域であった。だが、パンジャーブではシク教徒の反抗が強く、アフガン人は多く犠牲を払ってもこの地は支配できなかった。

## 真の勝者は誰か?
さて、この第三次パーニーパットの戦いは勝者であるアフガン勢力すら利することのなかったのであるが、この戦いで一番大きな利益を得たのは皮肉にも、インドにおける「本当の」侵略者たるイギリスであった。
18世紀を通して、イギリスはインドの植民地化を進めていたが、インド最大の勢力であるマラーター同盟の結束が崩壊した結果、権力の空白が生まれることとなった。マラーター同盟はインド最大の勢力であると同時にイギリスのインドの植民地化における最大の敵であったが、その結束が緩んだことはイギリスを結果的に利することとなった。
これ以降、イギリスのインド植民地化は加速度的に進み、諸国との戦争のみならず、マラーター同盟の争いにも介入して三次にわたるマラーター戦争を引き起こし、19世紀前半までにインド全域が植民地化されてしまった。ある意味、第三次パーニーパットの戦いが全インドの運命を決める重要な戦いだったと考えることもできる。